# كلود سومنر
كلود سومنر هو فيلسوف كندي، ولد في 10 يوليو 1919، وتوفي في 24 يونيو 2012.